# Аннополь (Любартівський повіт)
Аннополь (пол. Annopol) — село в Польщі, у гміні Коцьк Любартівського повіту Люблінського воєводства.
Населення — 206 осіб (2011).
У 1975-1998 роках село належало до Люблінського воєводства.

## Демографія
Демографічна структура станом на 31 березня 2011 року:
|          | Загалом | Допрацездатний вік | Працездатний вік | Постпрацездатний вік |
| -------- | ------- | ------------------ | ---------------- | -------------------- |
| Чоловіки | 98      | 24                 | 61               | 13                   |
| Жінки    | 108     | 26                 | 51               | 31                   |
| Разом    | 206     | 50                 | 112              | 44                   |